# 닛폰 크라운
닛폰 크라운 주식회사(일본어: 日本クラウン株式会社, 영어: Nippon Crown Co., Ltd.)는 일본의 종합 음악 기업이다. 상표명은 "크라운 레코드"(クラウンレコード)이며, 1973년부터 90년까지는 정식명칭 역시 크라운 레코드 주식회사였다.

## 레이블
- CROWN
- CROWN RECORDS
- CROWN STONES
- CROWN GOLD
- Playlist Zero
- DANZEN MUSIC
- PANAM
- e-stretch RECORDS: 야마하 뮤직 아티스트와 야마하 뮤직 퍼블리싱과의 공동 레이블

## 같이 보기
- 일본 컬럼비아
- 미쓰비시 전기